# Jalrez (huyện)
Jalrez là một huyện thuộc tỉnh Vardak, Afghanistan. Dân số thời điểm năm 1999 là 43,485 người.